# ميليتا ذهبية
ميليتا ذهبية هي سلسلة من العُملات المعدنية المقومة باليورو، والمسكوكة من سبائك الذهب أو الفضة، والتي أصدرها البنك المركزي المالطي بالتعاون مع بنك لومبارد بدءًا من عام 2018. وهي متوفرة حاليًا بأربع فئات يورو مختلفة. تعد الميليتا عملة قانونية صالحة للتداول والاستخدام في مالطا، وتصور هذه العملات شخصية ميليتا التي تمثل التجسيد الوطني لمالطا، ويستند تصميم عُملات الميليتا إلى سلسلة الطوابع البريدية التي أصدرها إدوارد كاروانا دينغلي خلال الفترة ما بين عامي 1922-1926.

## التصميم
استُوحي تصميم عُملات الميليتا المعدنية من تصميم طوابع ميليتا البريدية والإدارية الصادرة خلال الفترة ما بين عامي 1922-1926، والتي صممها الفنان إدوارد كاروانا دينغلي. صُمِّمت هذه الطوابع لإحياء ذكرى الوضع الجديد لمالطا كمستعمرة تتمتع بالحكم الذاتي بعد إقرار الدستور الجديد لعام 1921، ويظهر على الوجه الأمامي لعملات الميليتا شعار مالطا الذي يتألف من درع يعلوه تاج ويحيط بالدرع إكليل من غصنين من أغصان الزيتون وسعف النخيل، بينما تُصوَّر هذه العُملات على وجهها الخلفي شخصية ميليتا التي تُمثل التجسيد الوطني لمالطا كشخصية ترتدي رداءً وخوذةً وتحمل دفة ترمز للسيطرة على مالطا والتحكم في مصيرها.

## التاريخ
تُعتبر عُملات الميليتا الذهبيّة عُملات قانونية صالحة للتداول والاستخدام كوسيلة دفع في مالطا، وتُعدّ هذه العُملات من أنقى عُملات سبائك الذهب المتوفرة في العالم بفضل تركيبها المعدني المُميّز. يُصدر البنك المركزي المالطي هذه العملات بالتعاون مع بنك لومبارد، وتتولى شركة بامب في سويسرا سكّها وتقديمها في أربعة فئات ذات أوزان وأبعاد مُختلفة، وتبلغ القيمة الإسمية لهذه الفئات 10 يورو، و25 يورو، و50 يورو، و100 يورو. قُدّمت عُملات الميليتا الذهبيّة لأول مرة في 29-30 نوفمبر (تشرين الثاني) 2018 عندما أصدر بنك مالطا المركزي ثلاث عُملات معدنية ذهبية مقومة باليورو بقيمة 25 يورو، و50 يورو، و100 يورو، وكانت هذه العُملات مُخصصة للمستثمرين وهواة جمع العملات، وتُباع وفقًا لسعر الذهب العالمي، مغلفة في بطاقات مختومة، ولكل عملة ملف تعريف فريد يسمح بالتحقق منها باستخدام نظام بامب إس أيه الأمني. كان الإصدار الأول من عملات الميليتا الذهبية عام 2018 محدودًا، ثم أصبحت العملات المعدنية اللاحقة تُسكّ بحسب الطلب، وهو ما جعل عدد عملات الميليتا الذهبية المسكوكة سنويًا يختلف من عام لآخر. وفي عام 2021 أصدر بنك مالطا المركزي فئة رابعة من عملات الميليتا المالطية الذهبية بقيمة إسمية بلغت 10 يورو. ثُمّ صدرت عُملات الميليتا المصنوعة من الفضة لأول مرة في 21 نوفمبر (تشرين الثاني) 2021 بقيمة إسمية بلغت 10 يورو.

## الإصدارات

### الإصدارات الذهبية
يوضح الجدول التالي عدد عملات الميليتا الذهبية المسكوكة سنويًا في مالطا حسب قيمتها الاسمية:
| السنة | 10 يورو (€10) | 25 يورو (€25) | 50 يورو (€50) | 100 يورو (€100) | ملاحظات |
| ----- | ------------- | ------------- | ------------- | --------------- | --- |
| 2018  | -             | غير معلن      | غير معلن      | غير معلن        | لا يزال إجمالي عدد المسكوكات غير معلن حتى الآن، فقد سُكت في البداية مجموعة محدودة من ثلاث عملات معدنية مُغلفة. |
| 2019  | -             | -             | -             | 400             | [ 8 ] |
| 2020  | -             | -             | -             | 300             | [ 9 ] |
| 2021  | غير معلن      | غير معلن      | غير معلن      | غير معلن        | [ 6 ] |
| 2022  | غير معلن      | غير معلن      | غير معلن      | غير معلن        | [ 10 ] |
| 2023  | غير معلن      | غير معلن      | غير معلن      | غير معلن        | [ 11 ] |

### الإصدارات الفضية
يوضح الجدول التالي عدد عملات الميليتا الفضية المسكوكة سنويًا في مالطا حسب قيمتها الاسمية:
| السنة | 10 يورو (€10) | ملاحظات |
| ----- | ------------- | ------- |
| 2021  | 500           | [ 7 ]   |